# Théo Tonglet
Théo Tonglet (ou Théophile Tonglet), né à Namur le 9 mai 1862 et mort en décembre 1929 à Bruxelles, est un artiste peintre paysagiste mosan et un musicien.

## Biographie
Théophile Joseph Tonglet, né à Namur le 9 mai 1862, est le fils de Guillaume Tonglet, peintre, et de Françoise Deheneffe. Le 5 mai 1890, il épouse Victoire Palmans à Namur . 
Il reçoit sa formation artistique à à l'Académie des Beaux-Arts de Namur notamment sous la houlette de Ferdinand Marinus et Théodore Baron. 
Peintre régionaliste par excellence, il a représenté les paysages mosans avec sensibilité et a exposé principalement à Namur. 
Il était professeur de peinture à l'Académie royale des Beaux-Arts de Namur. Parallèlement, il est violoncelliste et directeur de la chorale Les « Bardes de la Meuse » à partir de 1890,.
Il a contribué à la formation artistique de son neveu René Barbier, compositeur, premier prix de Rome et directeur du Conservatoire de musique de Namur.
Á la suite de son décès en décembre 1929 dans une clinique à Bruxelles, il est inhumé au cimetière de Belgrade près de Namur.

## Sélection d'œuvres
- En août, Lever de Lune, huile sur toile, 1904.
- L'Étang, huile sur toile.
- L'Automne, huile sur toile.
- Les Bouleaux, huile sur toile.
- Paysage hivernal, huile sur toile, 1929.
- La Meuse à Godinne, huile sur toile.
- Neige, huile sur toile.

## Hommage
En septembre 1930, la Société royale Les « Bardes de la Meuse » inaugure un médaillon représentant les traits de Théo Tonglet, œuvre du sculpteur Désiré Hubin, sur sa sépulture au cimetière de Belgrade (près de Namur).